# Metilmercurio

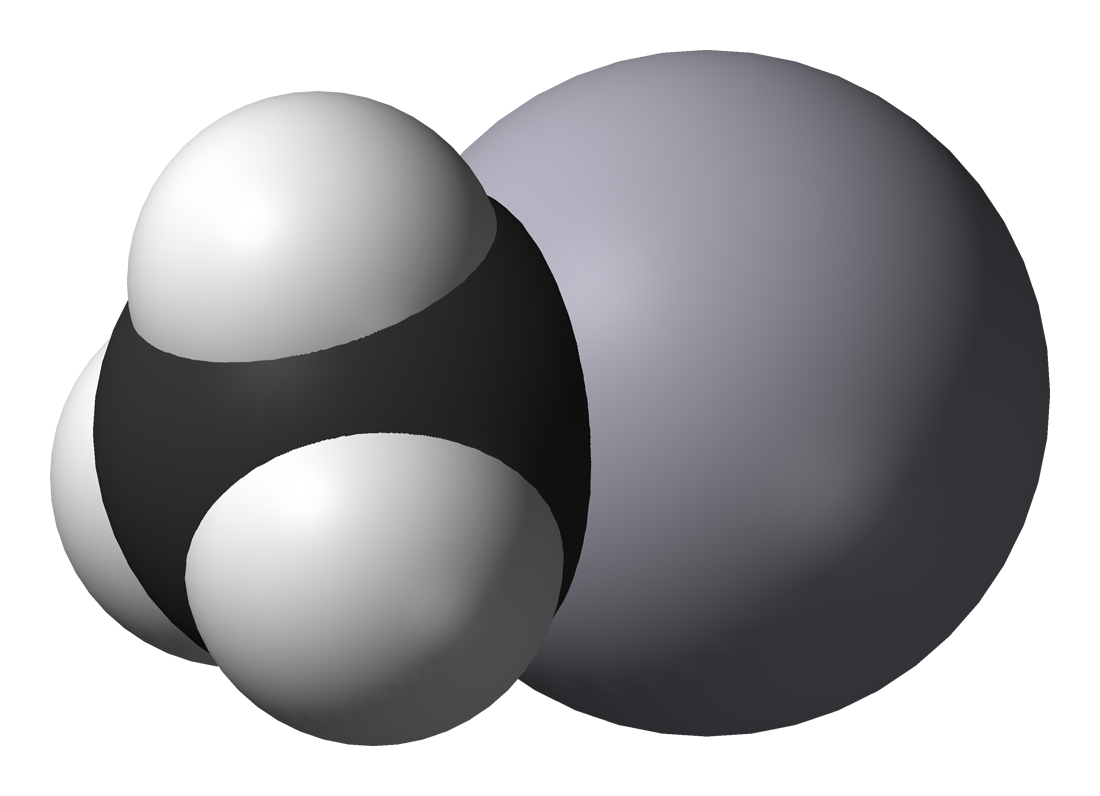
Catión de metilmercurio en un modelo molecular en 3D.

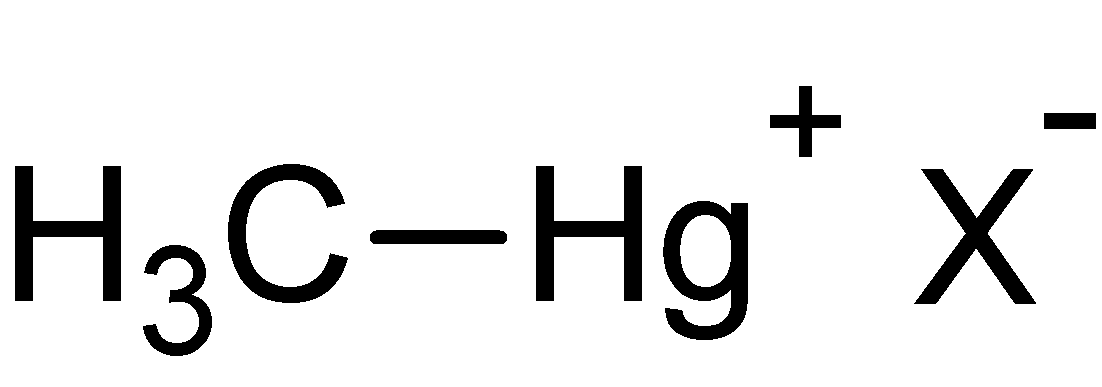
Molécula de metilmercurio, la X^{-} representa a cualquier anión.

El metilmercurio (a veces escrito como metil-mercurio) es un catión organometálico de fórmula química [CH3Hg]+. Se trata de un compuesto neurotóxico capaz de concentrarse en el organismo (bioacumulación) y concentrarse así mismo en las cadenas alimentarias (biomagnificación),, que ocupa un lugar especial debido a que un cierto porcentaje de la población mundial está expuesta a él de una forma u otra y su toxicidad está mejor caracterizada por la investigación médica que la de otros compuestos orgánicos del mercurio. Sus efectos en el envenenamiento por mercurio son de especial relevancia en los alimentos para los bebés y en los que toman las mujeres durante el embarazo, ya que en este último caso se transfiere por vía de la placenta al feto.

## Características químicas
El metilmercurio es una forma abreviada de denominar al monometilmercurio. Está compuesto por un grupo metil (CH3-) enlazado a un átomo de mercurio. Su fórmula química es [CH3Hg]+, escrita en la literatura química como MeHg+. Al tratarse de un catión la molécula posee una carga positiva que puede combinarse fácilmente con otros compuestos, generalmente formados por aniones, tales como los cloruros (Cl-), hidróxidos (OH-) y nitratos (NO3-). Posee además una gran afinidad por los compuestos de azufre que contienen aniones como puede ser el sulfihidrilo (-SH) grupos de aminoácidos como la cisteína y por lo tanto en todas las proteínas que contengan la cisteína, formando un enlace covalente. Más de una molécula de cisteína puede coordinarse con el metilmercurio y de esta forma puede migrar a otros enlaces metálicos en las posiciones de las proteínas.